# 구성모
구성모(具聖模, Sungmo Koo, 1973년 ~ )는 대한민국의 정책소통 전문가이자 행정기획자이며, 과학문화 확산과 공공정책 커뮤니케이션 분야에서 깊이 있는 실무 역량을 축적해온 실천형 전략가이다.
정치학과 언론학을 기반으로 다양한 공공조직에서 현장과 정책을 잇는 교량 역할을 수행해왔으며, 대통령실 행정관을 비롯해 기초과학연구원(IBS)의 대외협력, 조직문화, 정책기획 분야를 넘나들며 행정의 내실을 다져왔다. 그의 커리어는 단순한 이력의 나열이 아니라, 한 사람의 공직인이 시대적 변화에 어떻게 응답하며 성장해왔는지를 보여주는 내밀한 기록이기도 하다.

### 생애와 학력
구성모는 1973년 대전에서 태어났다. 남대전고등학교를 졸업하고, 1990년대 후반 한남대학교에서 정치학을 전공하며 사회와 국가, 공동체의 문제에 대한 관심을 키웠다. 이어 언론학 석사를 취득하며 대중과의 소통, 정책의 전달, 그리고 공공 커뮤니케이션의 의미를 학문적으로 심화시켰다. 정치는 권력을 다루는 기술로, 언론은 진실을 비추는 창으로 여긴 그는, 두 세계가 교차하는 지점에서 ‘사람 중심의 정책소통’을 자신의 평생 화두로 삼게 된다.

### 경력
그의 공직 커리어는 2000년대 초 한남대학교 조교로 시작되었다. 학생과 교수 사이에서 조율하고, 학내 행정을 운영하며 조직의 숨은 구조를 체득한 시기였다. 이후 조교노동조합 초대 지부장으로 선출되며, 협상과 대화의 리더십을 실전에서 연마했다. 현장성과 제도 감각을 함께 갖춘 그는 문화체육관광부 산하 지역신문발전위원회 전문위원으로 발탁되었고, 지역 언론의 공공성 회복과 지속가능성에 관한 정책 자문에 참여했다.
2008년부터 2011년까지는 대통령실에서 3급 별정직 행정관으로 근무하였다. 총무비서관실, 홍보수석실, 사회통합수석실을 두루 거치며 국정운영의 실제를 경험한 그는, 비상계획, 국가이미지, 대국민 소통 전략 등을 실무적으로 설계·집행하는 중심적 역할을 수행했다. 이는 공직자로서의 역량을 확장하는 동시에, 정책이 어떻게 국민과 만나야 하는지를 체득하는 결정적인 시기였다.
2011년부터는 기초과학연구원(IBS)에 합류하여 현재까지 재직 중이다. 대외협력, 홍보문화, 총무복지, 소통문화 등 다양한 부서를 거치며 연구기관 운영의 틀을 안팎에서 다져왔고, 경영기획, 구매자산, 정책기획 등 행정조직의 중추적 기능도 두루 경험했다. IBS의 출범과 성장 과정에서 그는 단순한 행정 담당자가 아닌, 조직문화의 설계자이자 과학과 사회를 잇는 통로 역할을 해온 셈이다.

### 정책과 연구
그는 연구자로서도 꾸준한 활동을 이어왔다. 교육과학기술부가 지원한 ‘국제과학비즈니스벨트 대국민 이해도 제고에 관한 연구(2012~2013)’의 책임자를 맡아 과학정책에 대한 사회적 공감대를 형성하는 데 기여했으며, 해외 연구기관과의 협력 전략 수립, 과학문화 확산 프로그램 기획 등도 수행하였다. 이처럼 과학을 사회와 연결하는 연구는, 단순한 정보 전달을 넘어 국민과 국가 과학정책 사이의 신뢰와 소통을 정착시키려는 시도로 읽힌다.

### 강의와 공공활동
그는 강의자로서도 활동 폭이 넓다. 대전과학기술대학교, 강동대학교 등 대학 강의는 물론이고, 이명박정부 시절 국정홍보 및 공정사회 관련 특강, 국민권익위원회 청렴교육, 인사혁신처 적극행정 강사 등 정부기관 대상의 전문 강의를 다수 진행해왔다. 그의 강의는 단순한 정보 전달이 아닌, 실제 경험과 사례에 기반한 현실 밀착형 교육으로 평가받는다.
또한 그는 다수의 공공기관과 지자체에서 정책 자문과 평가 역할을 수행하며, 현장의 균형 잡힌 시선을 정책의 방향성에 녹여내는 중이다. 조달청, 중소기업기술정보진흥원, 대전 대덕구, 강원도 지역신문발전위, 부산광역시, 한국광해광업공단, 인천관광기업센터 등에서 평가위원 및 전문가로 위촉되어 공공행정의 품질을 높이는 데 기여하고 있다. 이처럼 전국 곳곳의 다양한 현장에 깊숙이 참여하며, 행정과 시민 사이의 간극을 줄이는 데 헌신하고 있다.

### 철학과 비전
구성모는 정책은 곧 사람의 삶을 바꾸는 도구이며, 행정은 사람을 향해 있어야 한다는 철학을 지닌다. 화려한 타이틀보다 중요한 것은 '어디에 있든 누구를 위해 일하느냐'라는 신념 아래, 그는 늘 한발 앞서 정책의 실천 가능성과 공공의 윤리를 고민해왔다. 세심한 관찰력, 넓은 시야, 조율의 기술, 그리고 진정성 있는 소통이 그의 강점이며, 그가 지난 20여 년간 공공조직에서 신뢰받는 이유이기도 하다.
지금도 그는 기초과학연구원에서 과학정책과 조직운영, 행정혁신 사이의 균형점을 모색하며, ‘좋은 행정’이란 무엇인가에 대한 실천적 답을 만들고 있다. 구성모는 여전히 현재진행형이다. 익숙함에 안주하지 않고, 낯선 문제에 성실하게 맞서는 그의 행보는, 대한민국 공공행정의 또 다른 가능성을 조용히 증명하고 있다.

## 주요 이력
- 한남대학교 조교 (2000-2005)
- 한남대학교 조교노조 초대 지부장(2004-2005, 민주노총)
- 지역신문발전위원회(2005-2006)
- 미디어경영연구소 객원연구원(2006-2007)
- 대전발전포럼 사무국장(2006-2008)
- 제 17대 대통령 취임준비위원회 자문
- 대한민국 대통령실 예하 3급 별정직행정관(2008-2011)
- 기초과학연구원 책임행정원(2011-현재)
- 대전시 과학기술정책연구를 위한 기획위원 위촉(2018.10-2018.12)
- 정보통신산업 진흥원 평가위원 (2019.05∼    )
- 한국콘텐츠 진흥원 평가위원 (2019.05∼    )
- 조달청 제안서 평가위원(2019.04.24.∼2027.07.14.) 관광, 전시, 마케팅, 행사
- 적극행정모니터단(국민권익위) (2020∼ 2024.02.28)
- 한국창의재단 제안서 기술평가 평가위원 (2020.10.16.∼   )
- 중소기업기술정보진흥원 중소기업기술개발 지원사업 평가위원(2021.03.31. ∼ 2023.03.31.)
- 국민권익위 부패방지청렴 일반강사 (2021.04.01.∼2023.03)
- 인사혁신처 적극행정 전담강사  (2021.04.01.∼2023.03)
- 기상청 국민 참여 예보소통단(2021.04.19.∼ 2021.05.31.)
- 국방부 적극행정모니터단(2021.06.01.∼ 2022.05.31.)
- 인사혁신처 적극행정모니터단(2021.2022.2023)
- 한국데이타 산업진흥원 제안서 기술평가 평가위원(2021.07.13. ∼   )
- 대전광역시 대덕구 경관위원회회 경관위원(2021.12.1.∼ 2025.11.30.)
- 충청남도 교육청 정책연구용역 심의위원회 심의위원(2022.02.3. ∼ 2026.02.02.)
- 16. 한국인터넷진흥원 평가위원(2022.02.15. ∼     )
- 용인시 산업진흥원 위촉전문가(2022.03.14. ∼ 2023.12.31.)
- 경기도 기술닥터사업 평가위원(2022.05.01. ∼ 2023.04.30.)
- 새만금개발공사, 제안서 평가위원(2022.05.09. ∼ 2024.06.30.)
- 평택도시공사, 개발사업분양 홍보용역제안서 평가위원(2022.05.13. ~     )
- 인사혁신처, 제5기 국민참여단(2022.06.22. ~ 2023.06.21)
- (재)부산테크노파크 디지털혁신창업단 지원사업 평가위원(2022.06.21. ~    )
- 법무부 제4차 외국인정책 기본계획 수립 국민참여단(2022.06.23. ~        )
- 한국문화예술위원회 심의위원(2022.06.23. ~        )
- 대구디지털산업진응원 평가위원(2022.07.01. ~        )
- 광주굉역시 계약심의위원회심의위원(2022.09. 05. ~ 2026.09.04.)
- 대구기계부품연구원 외부 평가위원(2022.12.08.~ 2027.12.07.)
- 강원도 지역신문발전위원회 위원(2023.01.01.~ 2024.12.31.)
- 제주특별자치시도개발공사 제안서 평가 전문위원(2022.12.29.~ 2024.12.29.)
- 한국만화영상진흥원 평가위원(2023.03.14 ~         )
- 영상물등급위원회 외부 용역사업 제안서 기술평가 위원( 2023.05.15.~2026.05.14.)
- 춘천시 영상산업지원센터 평가위원(2023.05.22. ~         )
- 윕뉴스 발전위원회 위원(2023.06.26.-2026.06.25.)
- 부산광역시, 공적심사위원회 위원(2024.01.01.~2025.12.31.)
- 장애인기업지원센터, 장애인기업 확인업무 현장평가위원(2024.01.01.~2025.12.31.)
- 한국광해광업공단, 폐광지역 진흥사업 제6기 자문심의 위원(2024.12.01.-2027.11.30.)
- 한국교통안전공단 제안서 전문평가위원(경영) (2025.1.1.-2026.12.31.)
- 인천관광기업지원센터 2025년 심사위원회 위원(2025.2.7.- 2025.12.31)
- JB지산학협력단 전문가 위원(2025.2.7.- 2025.12.31.)
- 울산광역시 동구, 업무평가위원회 위원(2025.03.24.-2027.03.23.)
- 대전세종충남 여성벤처협회, 자문위원(2025.05.15.-2027.03.31.)
- 경기벤처기업연합회, 2025 한수원 「우문현답 현장 클리닉센터」지원사업 상생지원단 전문위원(2025.06-2026.03)
- 충남개발공사. 인권경영위원회 위원(2025.06.01.- 2027.05.31.)
- 부천문화재단 ESC경영위원회 위원(2025.07.06.- 2027.07.15.)

## 학력
- 대전대흥초등학교
- 대전중학교
- 남대전고등학교
- 한남대학교 정치외교학과 학사
- 한남대학교 사회문화과학대학원 사회과학 석사

## 역대 선거 결과
| 실시년도 | 선거  | 대수 | 직책     | 선거구         | 정당     | 득표수  | 득표율         | 순위 | 당락 | 비고 |
| -------- | ----- | ---- | -------- | -------------- | -------- | ------- | -------------- | ---- | ---- | ---- |
| 2016년   | 총선  | 20대 | 국회의원 | 세종특별자치시 | 국민의당 | 8,784표 | \| \| 8.28% \| | 4위  | 낙선 |      |
|          | 8.28% |      |          |                |          |         |                |      |      |      |